# Ocell del paradís de Wahnes
L'ocell del paradís de Wahnes (Parotia wahnesi) és un ocell de la família dels paradiseids (Paradiseidae).

## Hàbitat i distribució
Habita els boscos de les muntanyes del sud-est de Nova Guinea, a les Adelbert i Península de Huon.